# Loxophlebia pyrgion
Loxophlebia pyrgion är en fjärilsart som beskrevs av Druce 1884. Loxophlebia pyrgion ingår i släktet Loxophlebia och familjen björnspinnare. Inga underarter finns listade i Catalogue of Life.